# Smiłe (obwód sumski)
Smiłe (ukr. Сміле) – wieś na Ukrainie, w obwodzie sumskim, w rejonie romeńskim, w hromadzie Chmeliw. W 2001 liczyła 1424 mieszkańców.